# Ambition Without Honor
Ambition Without Honor (en japonés: 仁義なき野望, Jingi naki yabō?) es una película japonesa de acción y yakuza dirigida por Takashi Miike y estrenada el 12 de abril de 1996 directamente a vídeo (VHS), por Toei Video Company, en Japón.Cuenta con una secuela: Ambition Without Honor 2 estrenada en 1997.

## Argumento
Tetsuya es un joven de 17 años que acaba de entrar en un clan yakuza. Su primer gran encargo es el de asesinar al jefe del clan rival. Tras acabar con éste, Tetsuya pasa siete años en prisión. Al salir sus amigos y su novia le reciben con cariño, pero al volver al clan descubre que muchas cosas han cambiado, que su clan se ha hermanado con el rival y que por esta razón Tetsuya no puede ser aceptado para no crear conflictos entre los dos grupos. Así que la familia de Tetsuya se ve obligada a desterrarlo. Rompen su promesa de convertirlo en un yakuza completo y su tatuaje en la espalda queda sin terminar. Al quedarse sin familia, Tetsuya emprende un camino autodestructivo.

## Reparto
| Actor             | Papel                   |
| ----------------- | ----------------------- |
| Naoko Amihama     | Kayo                    |
| Saburo Kitajima   | Ishibashi               |
| Shinichiro Mikami |                         |
| Isamu Nagato      |                         |
| Yoshiyuki Omori   |                         |
| Kojiro Shimizu    |                         |
| Harumi Sone       | Líder del clan Tamazawa |
| Yuta Sone         | Tetsuya                 |
| Yana Nobuo        |                         |

## Recepción
La página web francesa Dark side reviews calificó la película como un "homenaje comprensivo a Kinji Fukasaku".
La crítica Marina D. Richter de Asian movie pulse, define a “Ambition Without Honor” como un ensayo para las películas posteriores de Takashi Miike con temática yakuza como “Deadly Outlaw: Rekka” o “Graveyard of Honor” (ambas del 2002).

## Secuelas
Tras la producción de Ambition Without Honor, le siguieron dos secuelas más: Ambition Without Honor 2 de 1997 dirigida también por Takashi Miike y Ambition Without Honor 3: Wolf (en japonés: 仁義なき野望３狼, Jingi naki yabō 3 ōkami?) o simplemente Ambition Without Honor 3, de 1998 dirigida por Masatake Matsuo.